# Metalimnobia (Metalimnobia) xanthopteroides xanthopteroides
Metalimnobia (Metalimnobia) xanthopteroides xanthopteroides is een ondersoort van de tweevleugelige Metalimnobia (Metalimnobia) xanthopteroides uit de familie steltmuggen (Limoniidae). De ondersoort komt voor in het Palearctisch en Oriëntaals gebied.